# 笹川恵三
笹川 恵三（ささがわ けいぞう、1906年3月29日 - 没年不詳）は、日本の俳優。東京府荏原郡目黒村（現：東京都目黒区）出身。劇団同志座創立メンバーの一人。

## 出演作品

### テレビドラマ
NHK
- 素人ラジオ探偵局
  - 犬も喰はない話（1955年）
  - 猫に小判（1956年）
  - 仮装競艶録（1956年） - 常平
- 幽霊の出る部屋（1955年）
- 家庭かるた4（1955年）
- TV放送記念日特集番組 こどもドラマ / 少年剣士捕物帖（1956年）
- 連続ドラマ
  - 探偵は誰だ 第1話（1956年）
  - 青い口笛 第9話（1956年）
- 駅まで6分 第11話（1957年）
- お好み日曜座
  - 火の疑惑（1958年） - 茂呂
  - 再会 ある役者の半生（1959年） - 志郎
- 連続シルエット / トラフグ市長とマンボ少年 第1話（1958年）
- ここに人あり 第113話「付箋のかげに」（1959年）
- 事件記者
  - 第139、140話「ダニ」（1961年） - 大高
  - 第289話「白い影」（1964年）
- テレビ劇場 / 狐影（1961年）
- 文芸劇場 第9 - 13回「忠臣蔵」（1961年）
- 大河ドラマ
  - 赤穂浪士 第47話「討入り」（1964年） - 間瀬久太夫
  - 太閤記（1965年） - 名主
  - 樅ノ木は残った（1970年）
  - 国盗り物語 第27話「陰謀将軍」（1973年） - 僧、医師
  - 元禄太平記（1975年） - 茶店のおやじ
  - 風と雲と虹と 第45話「叛逆の道」（1976年） - 民人、旅人、老狩人
  - 花神 第9話「イネの恋」（1977年）
- 銀河テレビ小説
  - 霧の旗 第3話（1972年） - 老人
  - 風の御主前 第6話（1974年）
- 明治の群像 海に火輪を 第7話「陸奥宗光 ～後編～」（1976年） - 片岡健吉
- 日本の戦後
  - 第2話「サンルームの二時間」（1977年）
  - 第7話「退陣の朝」（1977年）
  - 第8話「審判の日」（1977年）
  - 第10話「オペラハウスの日章旗」（1978年）

NTV
- 村上元三アワー
  - 三人三五郎（1956年）
  - 次郎長三国志 第1 - 4話「桶屋の鬼吉」（1957年）
- 白い桟橋（1957年）
- 金四郎江戸桜（1957年 - 1958年）
- 愛の劇場 / 結婚予約（1961年）
- 日立ファミリー劇場 / 制服（1962年）
- 快獣ブースカ 第43話「魔球に突撃!」（1967年） - サッカー野球大会委員
- 右門捕物帖 第15話「慈悲の捕り縄」（1970年）
- 弥次喜多隠密道中 第19話「宿命の対決（伊賀）」（1972年）
- 水滸伝 第15話「二人の魯達」（1974年） - 坊主
- 太陽にほえろ! 第138話「愛こそすべて」（1975年） - 木塚商店店主
- 伝七捕物帳（1976年）
  - 第117話「紫房の十手が許さねえ!」
  - 第127話「悲涙の密告」

KR→TBS
- 日真名氏飛び出す（1955年 - 1962年）
- 鞍馬天狗（1956年 - 1959年）
- 愛の火曜日
- 人の世の川
- 東芝日曜劇場
  - 第29回「越後獅子祭」（1957年）
  - 第87回「夕立雲」（1958年）
  - 第109回「冬の人」（1958年）
  - 第129回「一晩一両」（1959年）
  - 第174回「むかしも今も」（1960年）
  - 第215回「平家蟹」（1961年）
  - 第360話「勝てば官軍」（1963年）
- ウロコ座
  - 第66回「姫重態」（1957年）
  - 第81、82回「鬼の面」（1958年）
- ますらを派出夫会（1957年 - 1958年）
- ドキュメンタリードラマ 裁判 =孤独な女相続人=（1959年）
- 虹の国から 第26 - 28話（1961年）
- タケダアワー
  - 隠密剣士（大瀬康一版）
    - 第一部 第3話「廣野の剣風」、第9話「盲目の剣客」（1962年） - 飛騨屋
    - 第三部 第1話「伊賀隠形陣」（1963年）
    - 第四部 第2話「おぼろの忍者」（1963年）
    - 第九部（1964年） - 丹波兵庫
      - 第3話「忍師黒風堂幻心」
      - 第7話「幻心万華鏡」
      - 第8話「道伯虚影」
      - 第10話「傀儡まんじ」

  - ウルトラシリーズ
    - ウルトラQ 第20話「海底原人ラゴン」（1966年） - 高山漁業組合長
    - ウルトラマン 第5話「ミロガンダの秘密」（1966年） - 山田博士
    - ウルトラセブン 第33話「侵略する死者たち」（1968年） - 第三病院院長

  - シルバー仮面ジャイアント 第12話「恐怖のサソリンガ」、第13話「サソリンガ東京猛襲」（1972年） - 徳平
- 近鉄金曜劇場（1962年）
  - 祭
  - 重軽傷3
- おかあさん 第2シリーズ 第163話「島のランドセル」（1962年）
- 東京警備指令 ザ・ガードマン 第21話「黄金の牙」（1965年）
- 土曜日の虎 第10話（1966年）
- こがね丸（1966年）
- テレビ映画 / 鳴門秘帖（1966年）
- 夜明けの刑事 第9話「襲われた女家族」（1974年）

CX
- 鶴田浩二シリーズ / 五文叩き（1959年）
- 東芝土曜劇場
  - 第47回「三人目の椅子」（1960年）
  - 第118回「独身者の妻」（1961年）
- 新三菱ダイヤモンド劇場 / 直木賞シリーズ 第30回「鈴木主水」（1960年）
- 侍 第22回「我もし剣豪なりせば」（1961年）
- 特捜シリーズ 第7話「念仏射ち」（1964年）
- 甲州遊侠伝 俺はども安 第8話（1965年）
- 三匹の侍 第4シリーズ 第20話「京十郎祭り囃子」（1967年）
- 風来坊 第6話（1968年）
- 魔人ハンター ミツルギ 第7話「動く大要塞ロードス!!」（1973年） - 爺様

NET
- シキボウ劇場 / 剣豪秘伝（1960年）
  - 第2話「手毬をつく剣士」
  - 第16、17話「知心流雪柳」
- NECサンデー劇場
  - 横綱以上（1960年）
  - 大砲と撫子（1960年）
  - しゃもじ（1961年）
- 文芸劇場 / パパの秘密（1960年）
- 指名手配 第38話「悪魔の火」（1960年）
- 特別機動捜査隊
  - 第37話「偽報告書」（1962年）
  - 第100話「愛の真実」（1963年）
  - 第120話「暗い日曜日」（1964年）
  - 第130話「ぽんこつ」（1964年）
  - 第143話「叙勲」（1964年）
  - 第273話「可愛い魔女」（1967年）
  - 第316話「北国の女」（1967年） - 大竹
  - 第333話「夜明け前の故郷」（1968年） - 平
  - 第348話「嵐の中の恋」（1968年）
  - 第400話「警察官」（1969年）
  - 第427話「日本人」（1970年） - 吉次郎
  - 第449話「俺たちは流れ星同志」（1970年） - 野本
  - 第519話「真実の報酬」（1971年） - 増田
  - 第574話「ある女の詩」（1972年） - 明子の父
  - 第726話「兄とその妹」（1975年） - 木村
  - 第775話「浅草喜劇役者」（1976年） - 老人
  - 第784話「ドキュメント逃亡」（1976年） - 老爺
- 日本映画名作ドラマ / 年々歳々（1964年）
- 判決（1964年）
  - 第110話「冬近く」
  - 第111話「孤影」
- 鉄道公安36号 第78話「影ある牙」（1964年）
- 徳川家康 第42話（1965年）
- ポーラ名作劇場 第86回「霰」（1969年）
- 鬼平犯科帳（松本幸四郎版）（1970年）
  - 第38話「敵（かたき）」- 亀吉
  - 第48話「密通」- 大橋与惣兵衛
- 人形佐七捕物帳 第14話（1971年）
- ターゲットメン 第3話「消えた360億円」（1971年）
- 破れ傘刀舟悪人狩り
  - 第21話「口八丁仁義」（1975年）
  - 第28話「悪の花が飛んだ」（1975年）
  - 第95話「ある少年の出発」（1976年）
  - 第114話「侠盗かまいたち」 （1976年） - 伊兵衛
- 秘密戦隊ゴレンジャー 第14話「赤い棺桶! ドクロ屋敷の怪」（1975年） - 白滝博士
- 燃える捜査網 第6話「十番目の黒い影」（1975年）

12ch
- 大江戸捜査網 第3シリーズ 第144話「緋牡丹に賭けた恋」（1976年）

### 映画
- 第五福竜丸（1959年、大映） - 組合長
- 海っ子山っ子（1959年、日活） - 田川
- 血は渇いてる（1960年、松竹） - 「昭和生命」重役
- さくら盃・義兄弟（1969年、日活） - 儀兵衛
- さくら盃 仁義（1969年、日活） - 宮前親分
- 激動の昭和史 軍閥（1970年、東宝） - 豊田貞次郎